# Eid Al-Farsi
Eid Mohammed Al-Farsi (31 de janeiro de 1987) é um futebolista profissional omani que atua como meia.

## Carreira
Eid Al-Farsi representou a Seleção Omani de Futebol na Copa da Ásia de 2015.